# 光彩

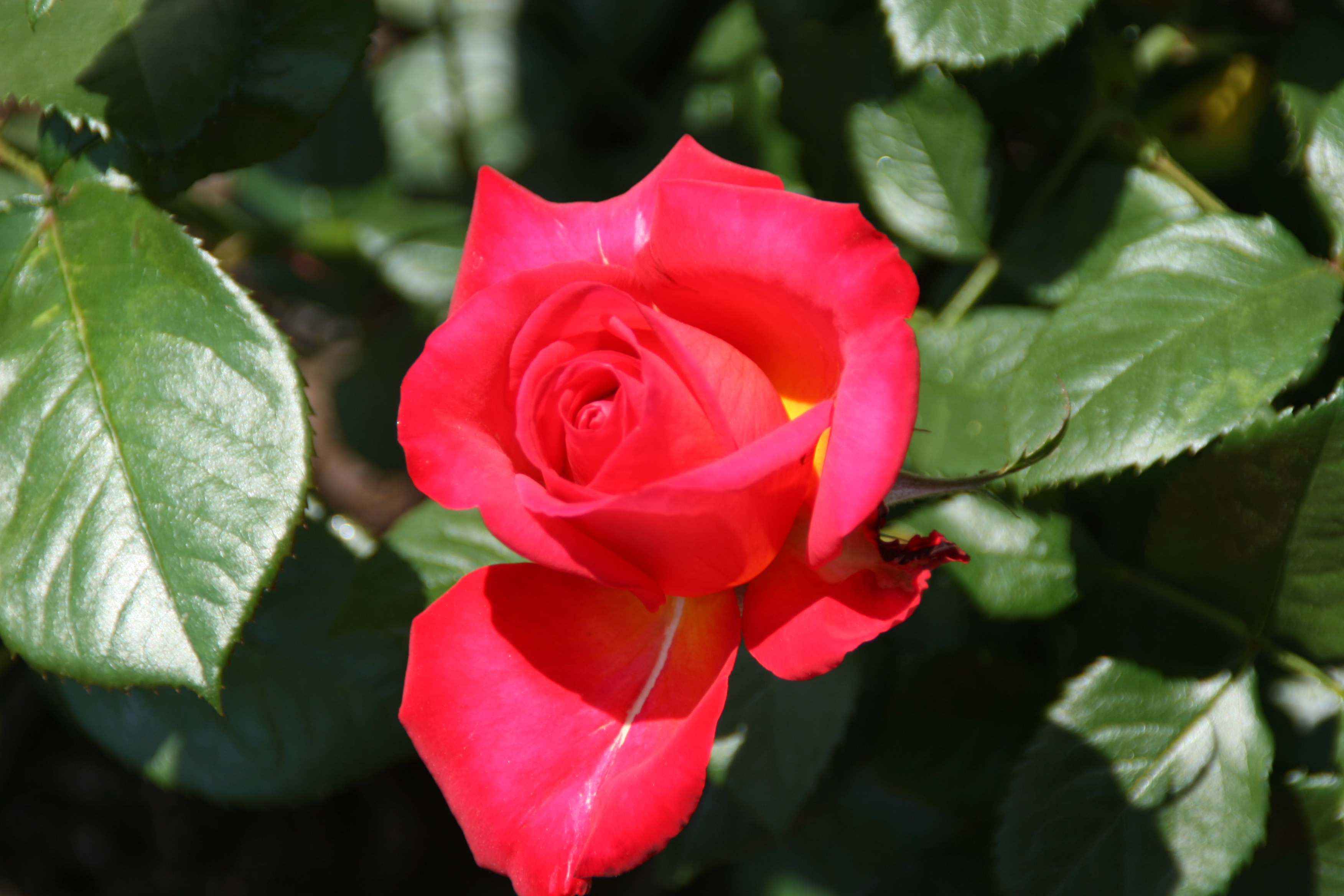
光彩

光彩は、バラの園芸品種の1つ。1987年に日本で、鈴木省三によって作出された。日本で作出されたバラの中で、初めて全米バラ選 (AARS) に選出された品種である。
ハイブリッド・ティー (HT) 系で四季咲き・横張りまたは半横張り性の赤バラ。母をドゥフトボルケ、父をかがやきにして交配された。樹高は1.1m、株張りは70cmとHT系にしては背が低い。半剣弁高芯咲きで、花径は12-13cm、花弁数は30-50枚。花色は緋色で、弁底は黄色がかり、裏側は黄色の紅色のぼかしが入る。花付き、花もちは良い。耐寒性・耐暑性・耐病性に優れる。うどん粉病には強い。黒点病に耐病性があるとの評価もある。発行時期が古いが、耐病性がもっとも優れるとまで書いた本もあった。アメリカ合衆国内ではミカド (Mikado) の名前で流通している。1988年に、「とぼね」とともにAARSに選出された。AARSに選出されたことは、日本作出のバラが世界的にも認められるようになった点で大きく貢献した。鉢植え栽培用として人気が高かった品種である。

### 注
1. ↑  日本国内で流通している品種「ミカド」はポリアンサ系の黄バラなので別物である[6]。